# Virágh József
Virágh József (Debrecen, 1947. szeptember 20. –) magyar színész.

## Életpályája
1971-től a Fővárosi Operettszínház énekkarának tagjaként kezdte művészi pályáját. A Színház- és Filmművészeti Főiskola operett-musical osztályában színészként diplomázott, Kazán István és Versényi Ida osztályában 1980-ban. Igazi, ideális bonviván, – alkata és hangi adottságai is erre a szerepkörre predesztinálják. 1971 óta a Budapesti Operettszínház művésze. A klasszikus operett-irodalom szinte valamennyi jelentősebb szerepét eljátszotta. Vendégművészként fellépett több vidéki színházban például a kecskeméti Katona József Színházban, a Békés Megyei Jókai Színházban, a Szegedi Nemzeti Színházban, a szolnoki Szigligeti Színházban, Tatabányán: a Jászai Mari Színházban és Zalaegerszegen: a Hevesi Sándor Színházban, illetve játszik a Magyar Zenés Színházban is. Vendégszereplései során járt az NSZK-ban, az USA-ban, Kanadában, Izraelben, Olaszországban stb. 1998-ban az Operett-fesztiválon a legjobb férfi alakítás díját kapta.

## Fontosabb színházi szerepei
- Kálmán Imre: Csárdáskirálynő...Edvin (Fővárosi Operettszínház)
- Kálmán Imre: Csárdáskirálynő...Feri bácsi (Szigligeti Színház, Szolnok)
- Kálmán Imre: Cirkuszhercegnő...Mister X.; Petrovics hadnagy (Fővárosi Operettszínház)
- Kálmán Imre: Cirkuszhercegnő...Sergius Wladimir (Budapesti Operettszínház)
- Kálmán Imre: Marica grófnő...Tasziló (Fővárosi Operettszínház)
- Kálmán Imre: Marica grófnő...Török Péter, tiszttartó (Szegedi Nemzeti Színház)
- Jacobi Viktor: Leányvásár...Tom Miggles; Simpson börtönőr
- Ábrahám Pál: Viktória...Koltay
- Ábrahám Pál: Bál a Savoyban...Henri de Faublas márki; Arisztid; Celesztin
- Huszka Jenő: Gül baba...Gábor diák
- Huszka Jenő Mária főhadnagy...Jancsó Bálint; Draskóczy Ádám
- Kacsóh Pongrác: János vitéz...Kukorica Jancsi
- Kacsóh Pongrác: Rákóczi...Berzeviczky Ádám (Szegedi Szabadtéri Játékok)
- Lehár Ferenc: Luxemburg grófja...René
- Lehár Ferenc: A víg özvegy...Danilo
- Lehár Ferenc: Cigányszerelem...Józsi
- Lehár Ferenc: A mosoly országa...Csang; Tábornok (Debreceni Csokonai Színház)
- Hervé: Nebáncsvirág...Fernand; Róbert
- Johann Strauss: A denevér...Falke
- Johann Strauss: Cigánybáró...Homonnay Péter gróf
- Johann Strauss: Egy éj Velencében...Az urbinói herceg (Margitszigeti Szabadtéri Színpad)
- Jacques Offenbach: A gerolsteini nagyhercegnő...Péter, közkatona
- Szirmai Albert – Bakonyi Károly: Mágnás Miska...Korláth gróf; Baracs István
- Kellér Dezső – Horváth Jenő – Szenes Iván: A szabin nők elrablása...Szendeffy Endre
- Behár György: Toledói szerelmesek...Calisto
- Carl Millöcker Koldusdiák...barát
- William Shakespeare – Bella Spewack – Samuel Spewack – Cole Porter: Csókolj meg katám!...Hortensio
- Nyikolaj Sztrelnyikov: Violetta...Andrej
- Jerry Bock – Joseph Stein: Hegedűs a háztetőn...Egy orosz
- Ruitner Sándor – Gyulai-Gaál Ferenc: Rongybaba...Füttyös
- Hunyady Sándor – Makk Károly – Bacsó Péter: A vöröslámpás ház...Állomásfőnök
- Rejtő Jenő – Miklós Tibor – Csuha Lajos – Dancsák Gyula – Körmendi Vilmos: Az ellopott futár...Tiszt
- Nico Dostal – Hermann Nermecke: Magyar menyegző...Gróf Bárdossy István (Békés Megyei Jókai Színház, Békéscsaba)
- Franz von Suppé: Boccaccio...Boccaccio
- Zerkovitz Béla – Szilágyi László: Csókos asszony...Báró Tarpataky (Pesti Művészszínház – Budapesti Bulvárszínház)
- Huszka Jenő – Szilágyi László: Mária főhadnagy...Draskóczy Ádám (Hevesi Sándor Színház, Zalaegerszeg)
- Lajtai Lajos – Békeffi István – Szenes Iván: A régi nyár...Báró Jankovits János (Jászai Mari Színház, Tatabánya)
- Szögény Dankó Pista... Dankó Pista  (Magyar Zenés Színház)

## Filmek, tv
- Koldusdiák Zenés Tv-színház (1978) Jan
- Dübörgő csend (1978)

## Külföldi vendégfellépések
- NSZK; USA; Kanada; Izrael; Svájc; Olaszország; Finnország

## Díjai, elismerései
- Legjobb férfialakítás díja (Operett-fesztivál, 1998)